# Pasta ripiena
La pasta ripiena è una vasta categoria di alimenti composti da parti di pasta avvolti attorno a un ripieno. L'impasto può essere a base di pane, farina, uova o patate, mentre il ripieno può essere composto da carne, pesce, formaggio, verdure, frutta o alimenti dolci. La pasta ripiena può essere preparata in molti modi diversi che comprendono la frittura, la bollitura o la cottura al vapore, e si trova in molte tradizioni culinarie mondiali.

## Esempi di pasta ripiena

### Cottura nell'acqua bollente o nel brodo
- Ravioli, tortellini, tortelli, tortelloni, cappelletti, orecchioni, spoja lorda, cappellacci, agnolotti piemontesi, agnolotti pavesi, anolini – tipici della cucina del Nord Italia
- Culurgiones - tipici della cucina della Sardegna
- Pierogi – tipici dell'Europa centro-orientale, in particolare di quella polacca
- Schlutzkrapfen – tipici della cucina tirolese
- Maultaschen – tipici della cucina sveva
- Pel'meni – tipici della cucina russa

### Cottura al vapore
- Baozi – panino ripieno cotto al vapore, tipico della cucina cinese
- Buuz – panino ripieno cotto al vapore, tipico della cucina mongola
- Jiaozi – raviolo al vapore molto popolare in Cina, Giappone e Corea
- Mandu – pasta ripiena tipica della cucina coreana
- Mantı – pasta ripiena tipico della cucina turca, delle cucine caucasiche e dell'Asia centrale, di norma cotta al vapore
- Momo – pasta ripiena tipica della cucina tibetana
- Nikuman – impasto salato di farina e acqua ripieno di carne di maiale, tipico della cucina giapponese
- Wonton – formato di pasta ripiena tipico della cucina cinese